# Kostel Reformované křesťanské církve (Plešivec)
Kostel Reformované křesťanské církve je gotická sakrální stavba v obci Plešivec v okrese Rožňava v Košickém kraji. Jednolodní kostel, původně zasvěcený svatému Jiří, nyní patřící místnímu sboru Reformované křesťanské církve, se nachází v centrální poloze uprostřed obce a díky dochovaným freskovým malbám mimořádné kvality patří k nejvýznamnějším kulturním památkám Košického kraje.

## Historie
Plešivec byl od 13. století rodovým sídlem místního šlechtického rodu Bubekovců. Ti získali panství od krále Bely IV. po bitvě s Mongoly, v níž mu údajně zachránili život. Jejich rodovým kostelem byl místní kostel s původním patrociniem svatého Jiří. První písemná zmínka o kostele pochází z roku 1314. Původní jednolodní kostelík rozšířili Bubekovci na dvoulodní. V této fázi nechali kostel vymalovat freskami v interiéru i v exteriéru. Pozdně gotická kaple, která se nachází u severní stěny hlavní lodi, byla postavena na počátku 15. století. Inspirovala se pravděpodobně příklady pohřebních kaplí ze Spiše. V kapli je pohřben pouze jeden člen rodu, Ladislav Bubek.
Kostel byl zničen po nájezdu Turků, kteří jej v roce 1558 vypálili. Dalších šedesát let byl jako ruina bez střechy. Na počátku 17. století byl obnoven kalvínským sborem. Loď byla zkrácena a střecha nově zastřešena; strop je od té doby řešen jako plochý, nikoliv jako klenba. V této době vznikla také dřevěná empora.
První výzkum kostela byl proveden v roce 1861. Obnova kostela pokračovala v roce 1938, kdy byl Plešivec součástí válečného Maďarska. Byly odkryty některé fresky. Další restaurování pokračovalo v letech 1977-1978 (Josefík, Székely, Togner). V současné době je kostel opět v rukou restaurátorů.

## Architektura kostela
Kostel se nachází uprostřed obce. Jedná se o reprezentativní jednolodní stavbu s polygonálním presbytářem a k severu orientovanou kaplí. Je dokladem vyspělosti gotické architektury v prostředí středověkého Gemeru. Z gotického období se dochovala zejména severní kaple s gotickými kružbovými okny, fragmenty kleneb a sedile ve tvaru oslího hřbetu. V jejím interiéru je druhotně umístěn gotický náhrobek Ladislava Bubeka z růžového mramoru. Dochoval se také cenný gotický portál spojující kapli s lodí. Fresky, dosud jen částečně odkryté, se nacházejí v presbytáři, kde zobrazují Ukřižování a Poslední večeři. Další fresky byly nalezeny i na vnější straně presbytáře, kde zobrazují svatého Štěpána a svatého Ladislava. Samostatně stojící zvonice pochází z roku 1748. Odborníci usuzují, že fresky jsou dílem zkušeného mistra z Itálie a byly vzorem pro další podobné realizace v kostelech v okolí (Štítník, Ochtiná). Patří k nejkrásnějším freskám na Slovensku.

## Galerie

### Exteriér kostela

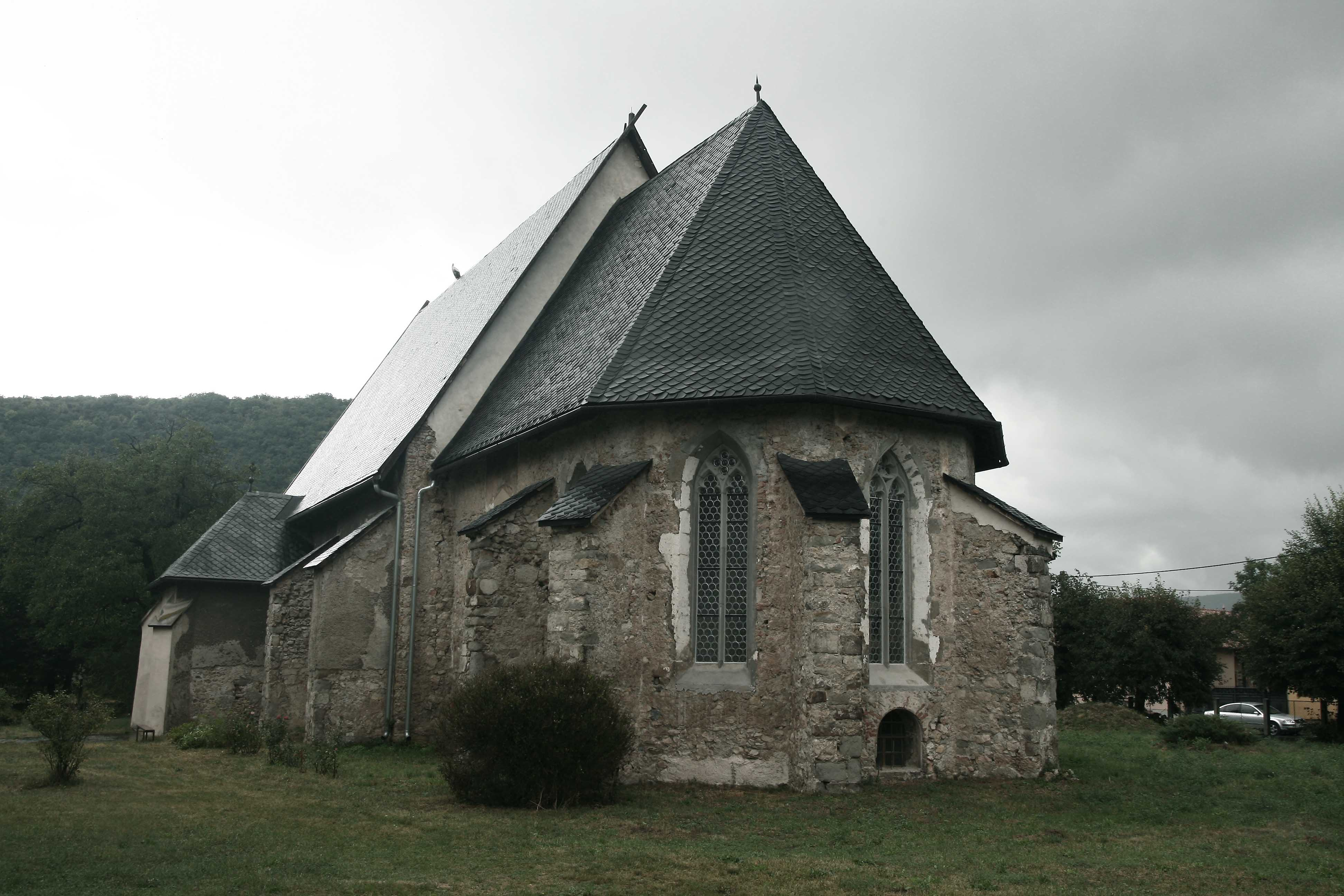
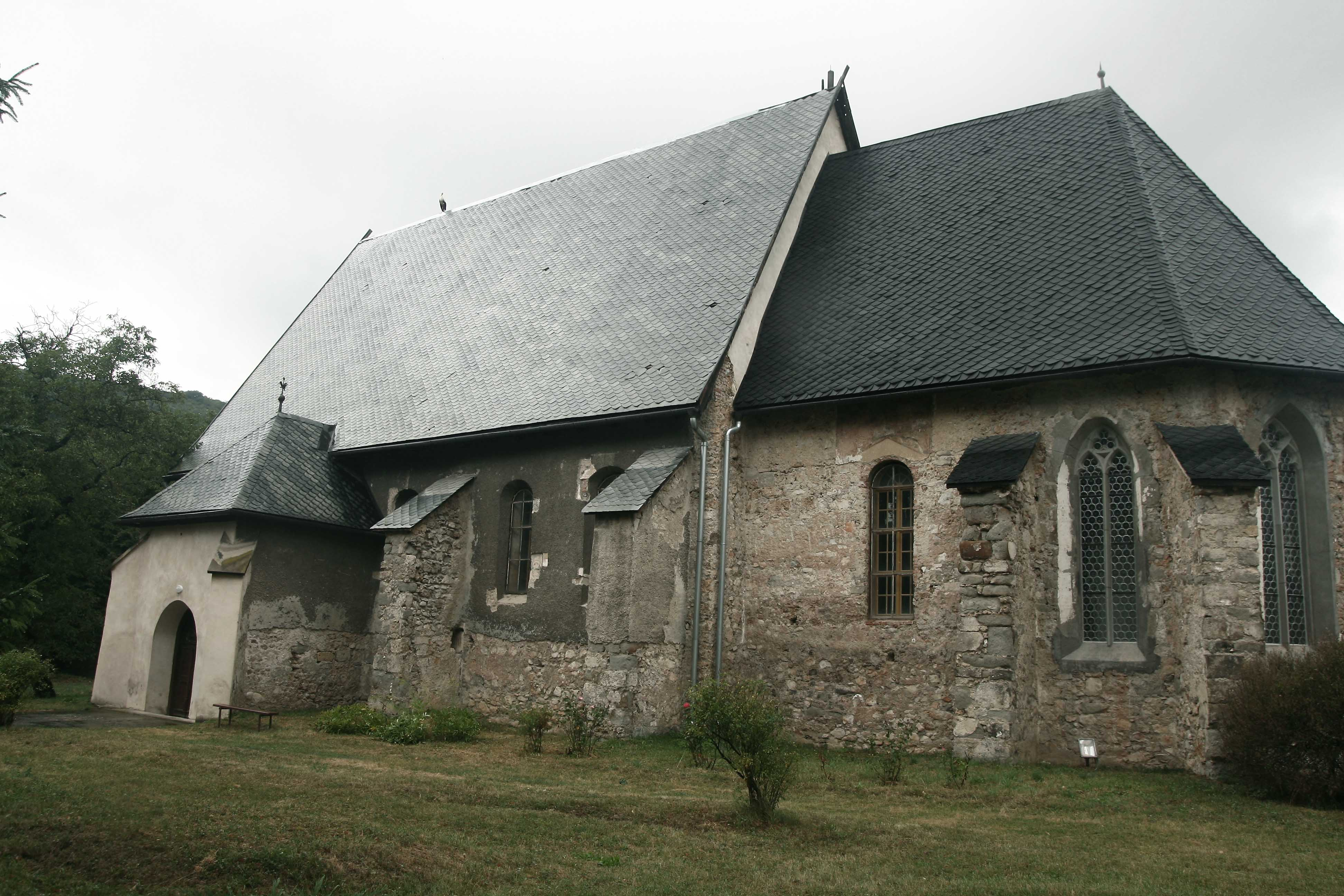
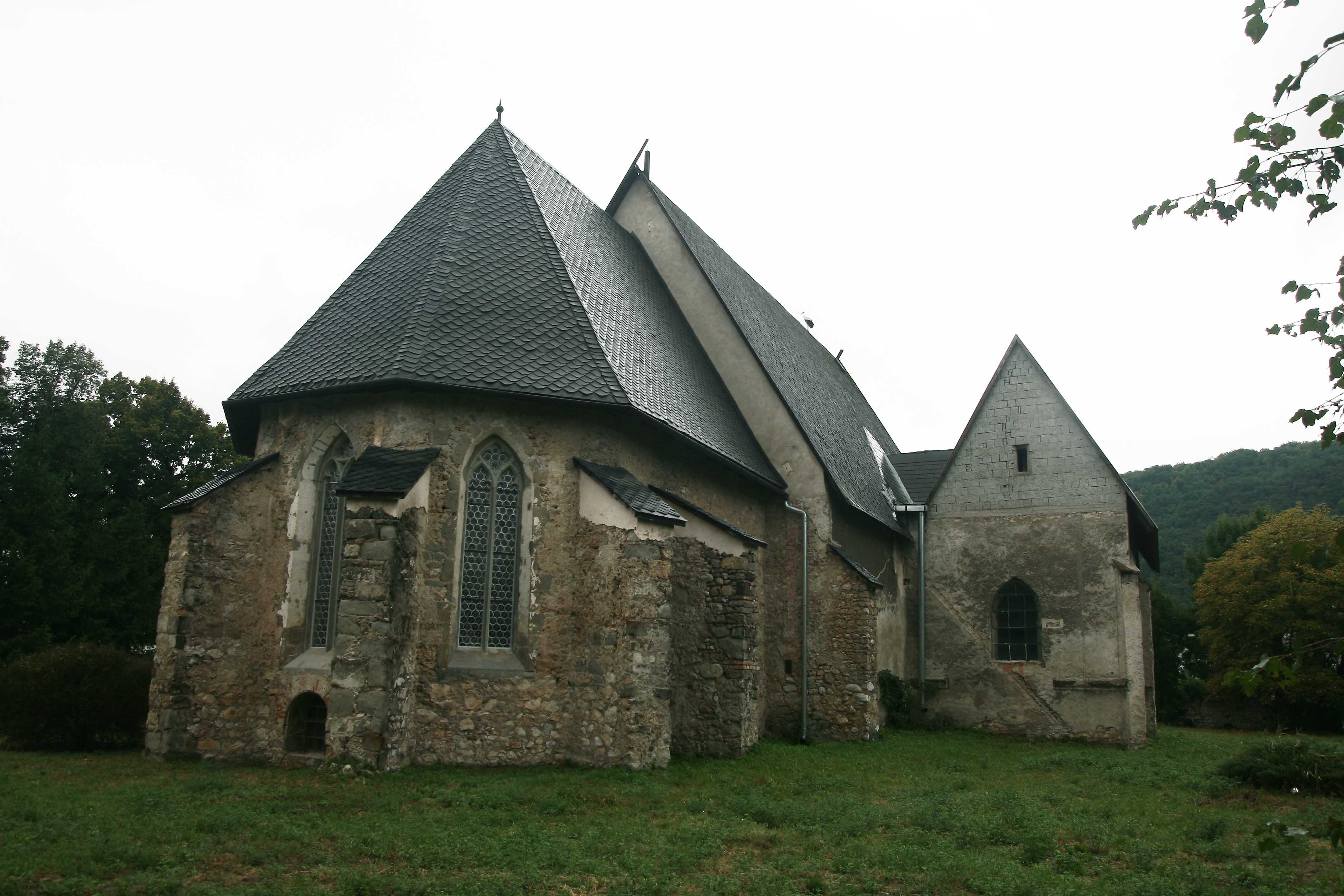
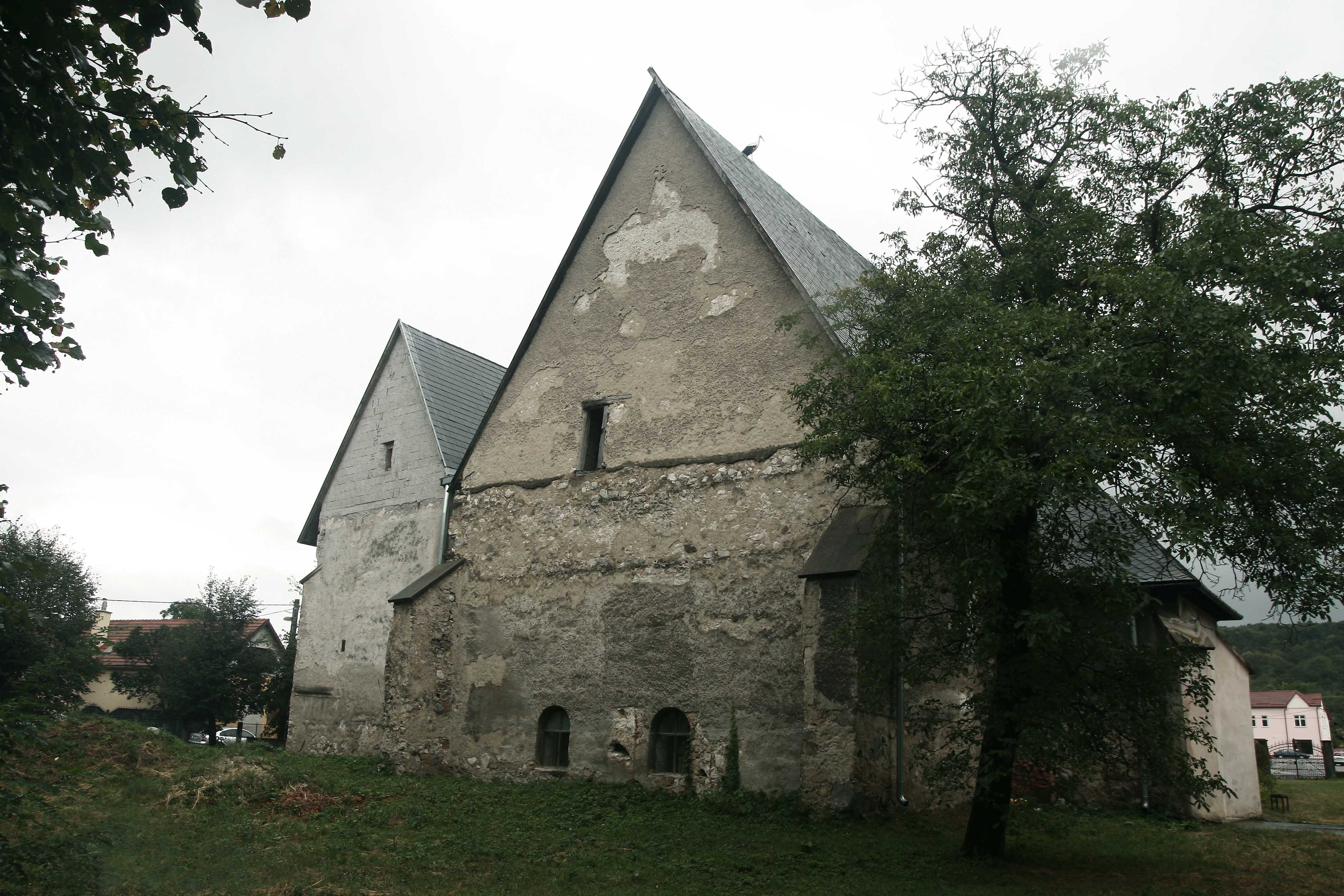
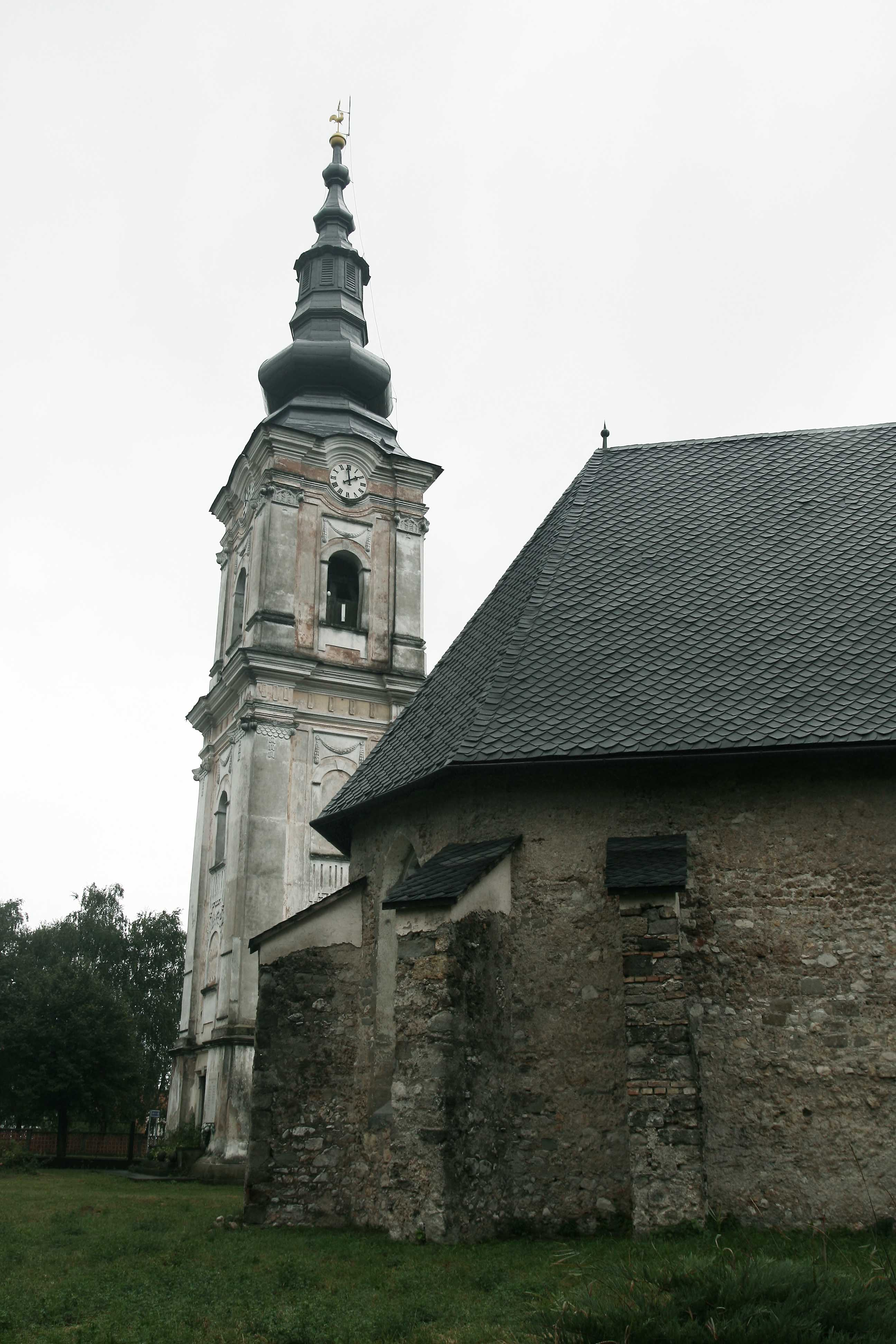
Zvonice
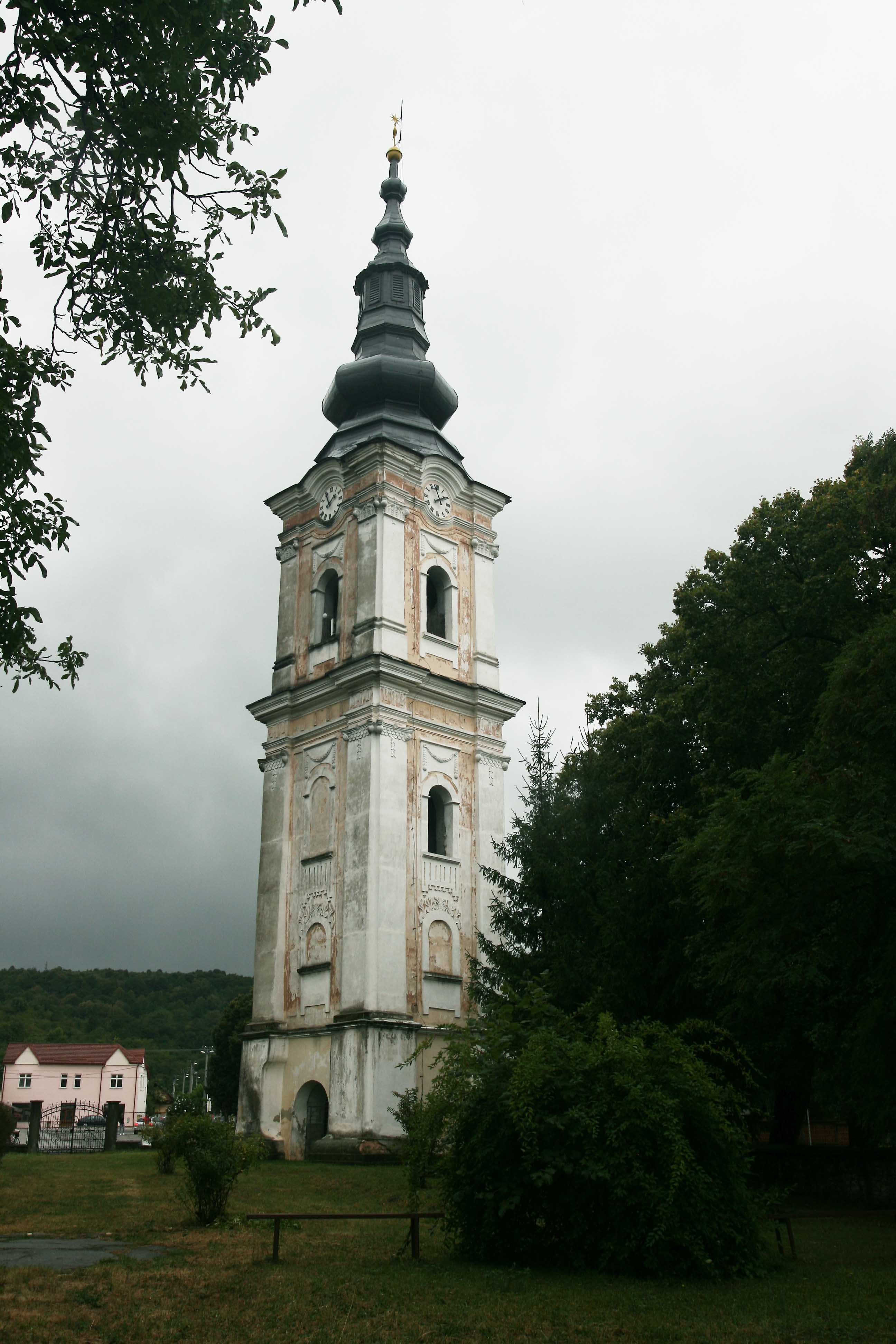
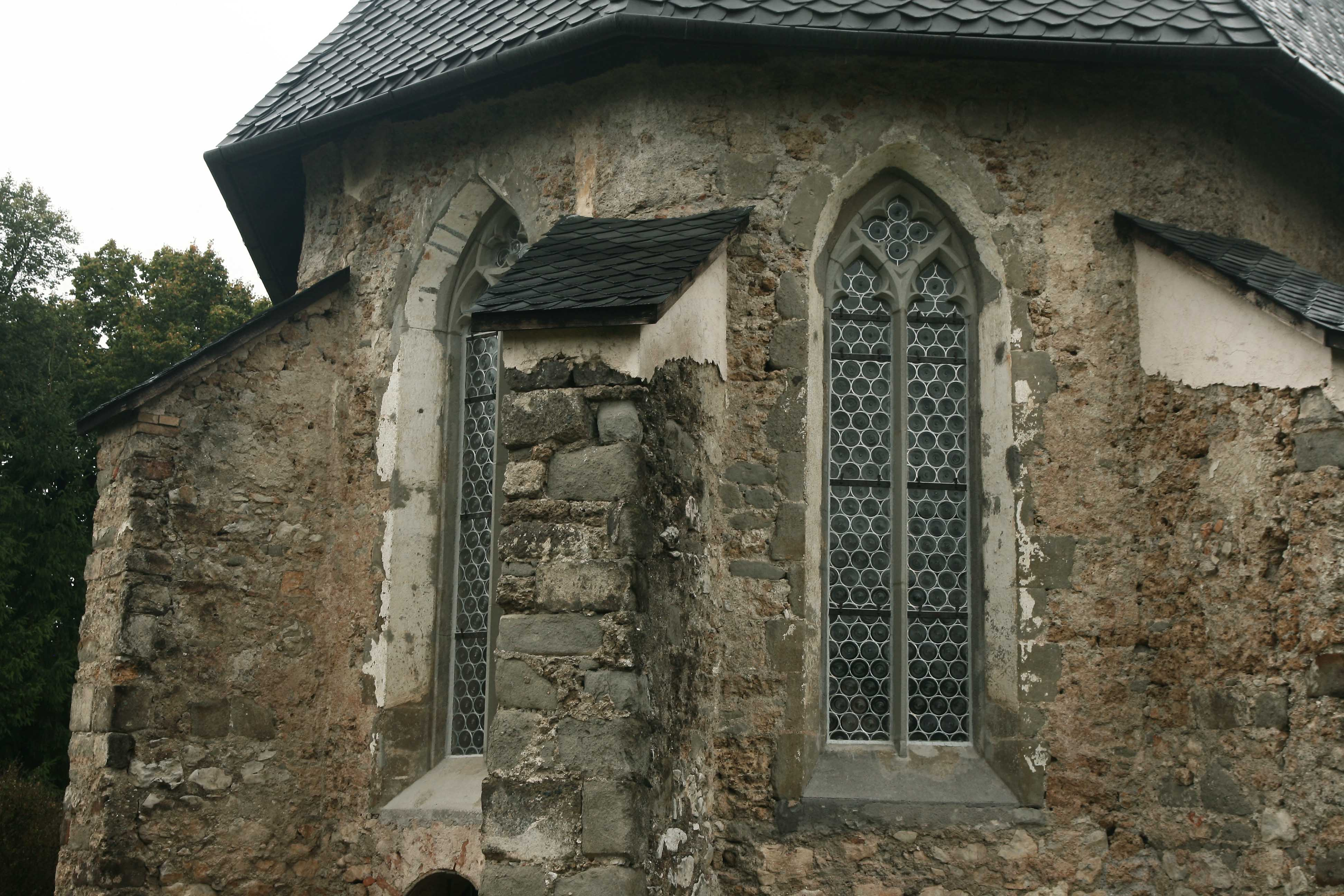
Detail presbytáře
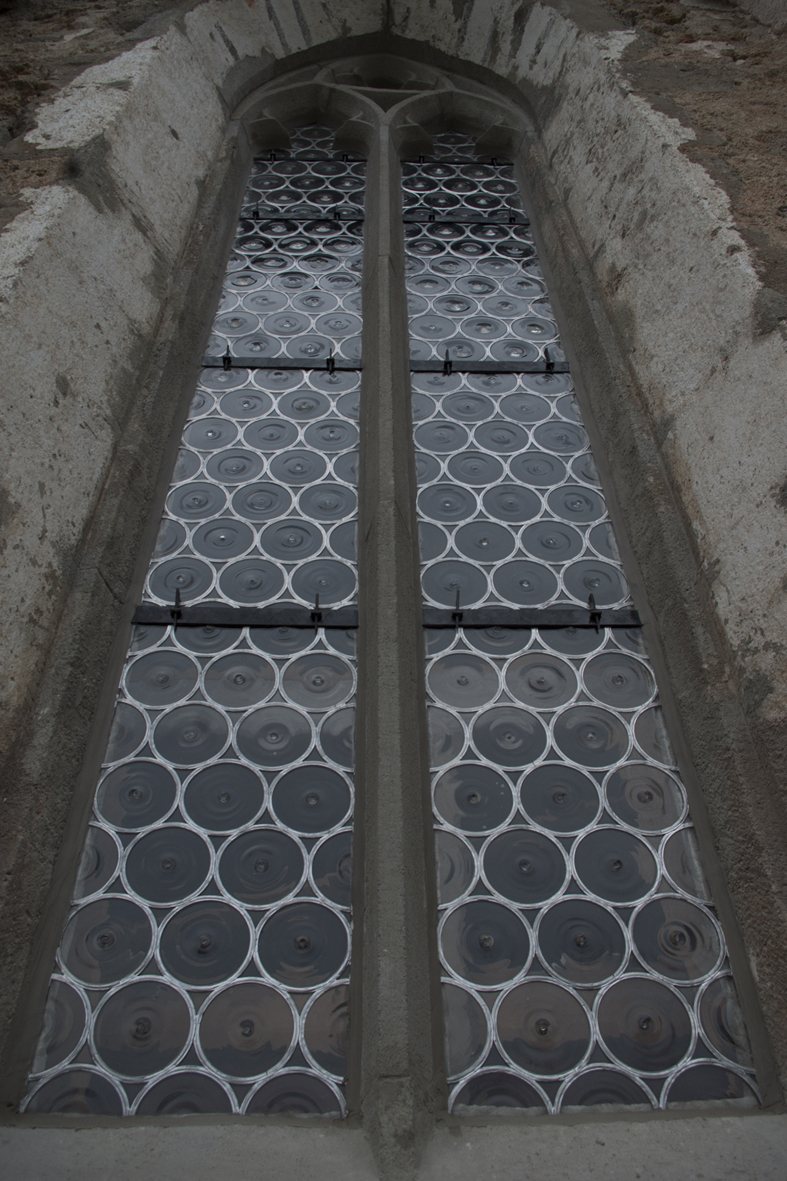
Rekonstruované gotické okno

### Interiér kostela

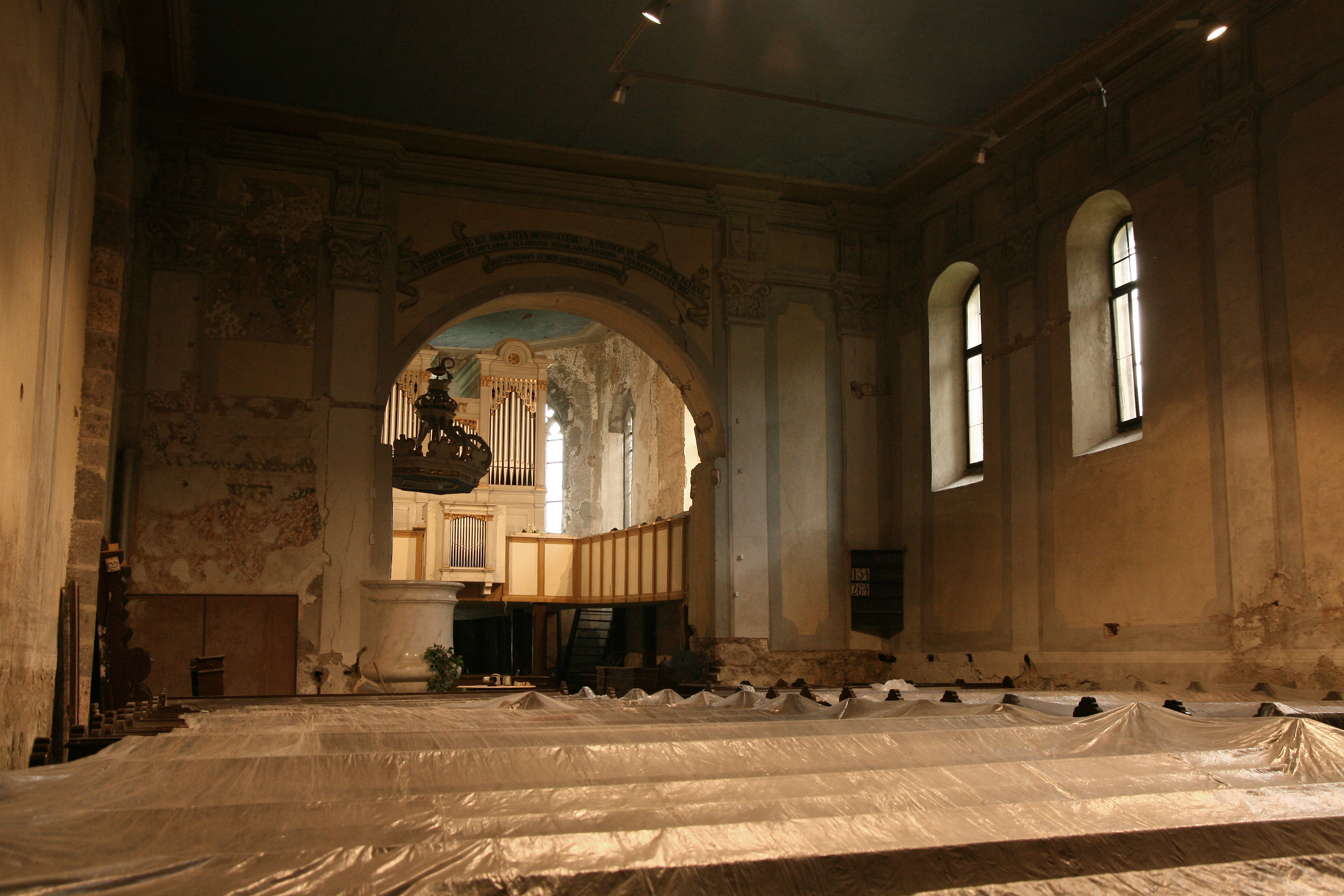
Interiér kostela
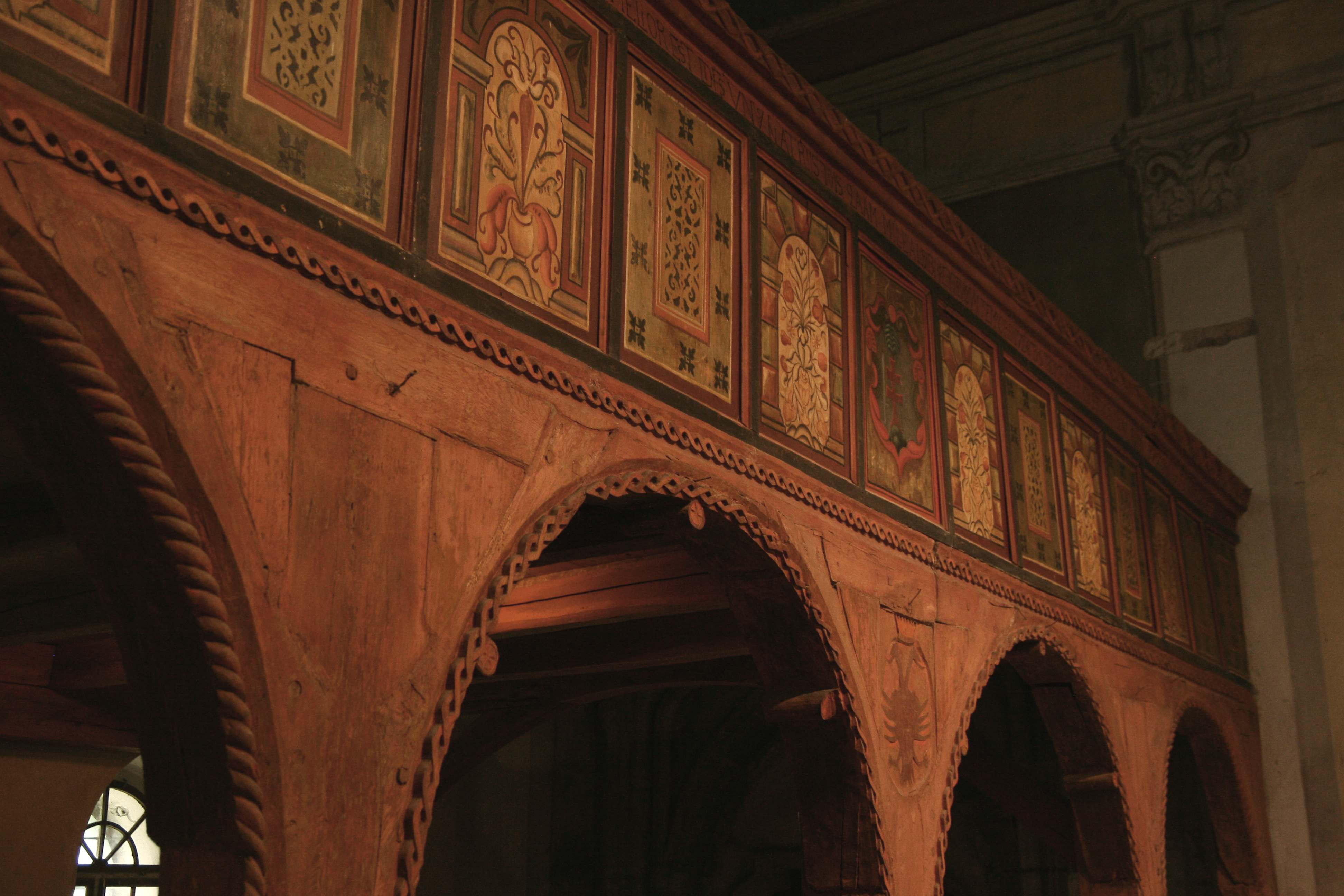
Empora
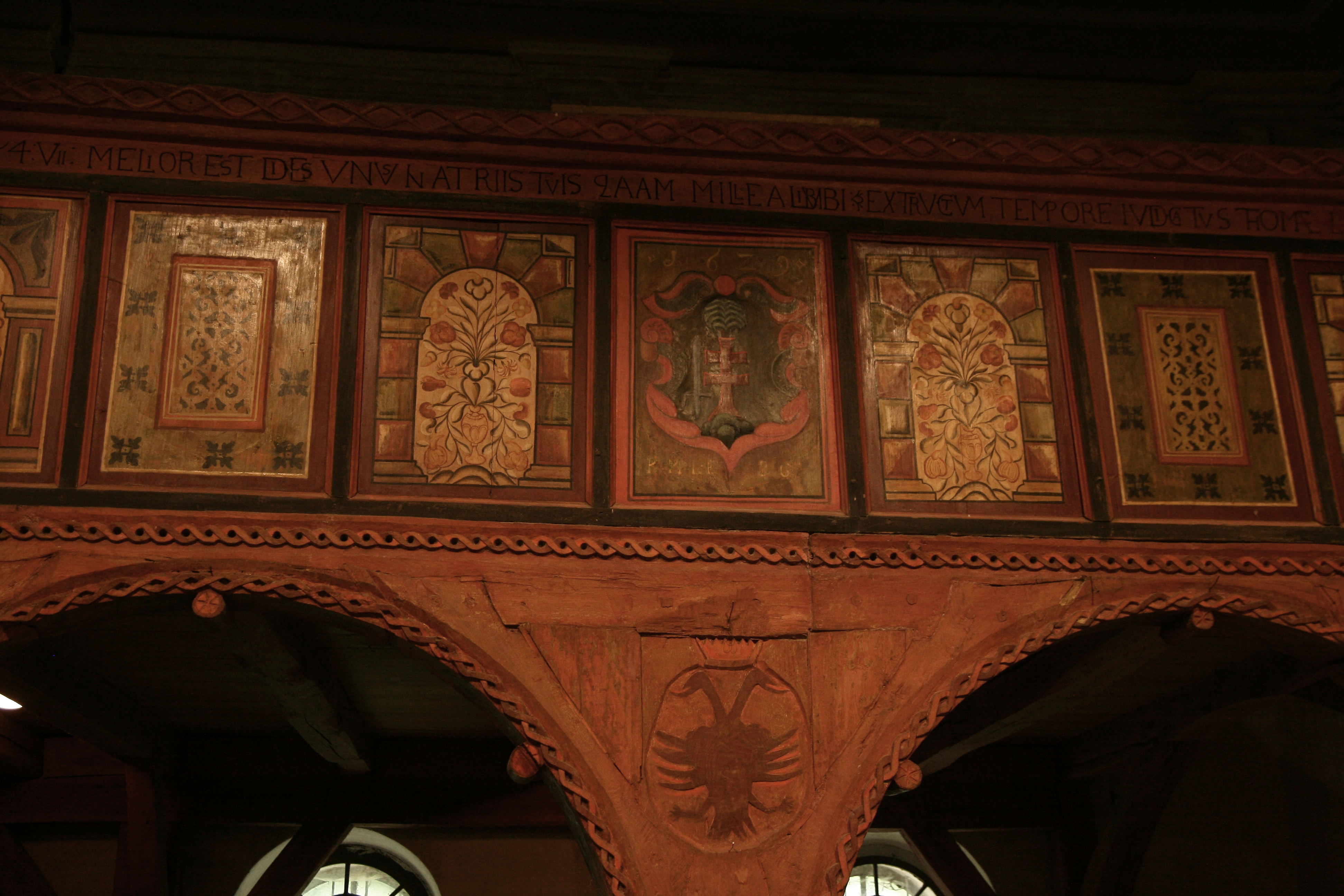
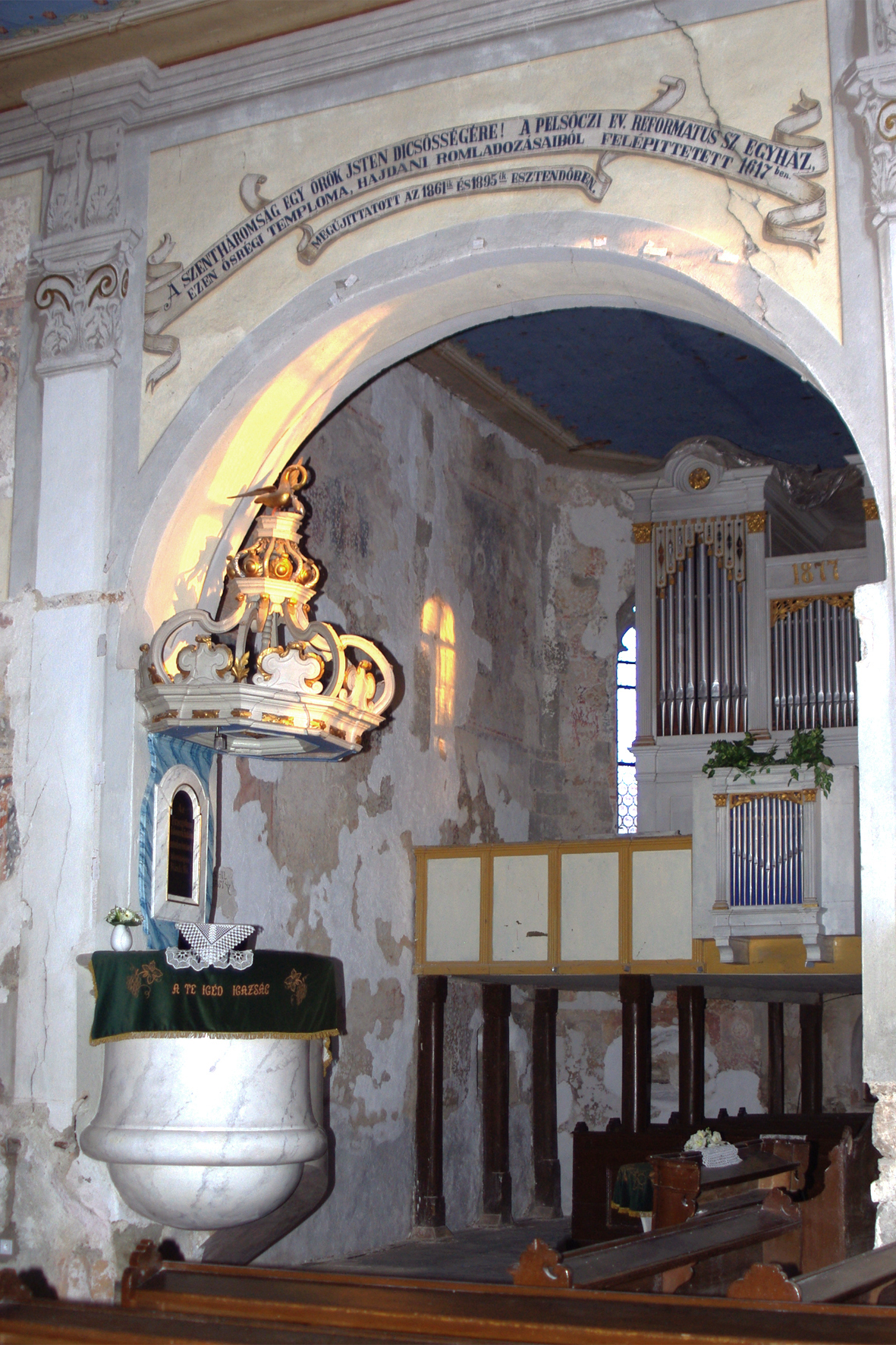
Pohled do původního presbytáře, kazatelna a varhany
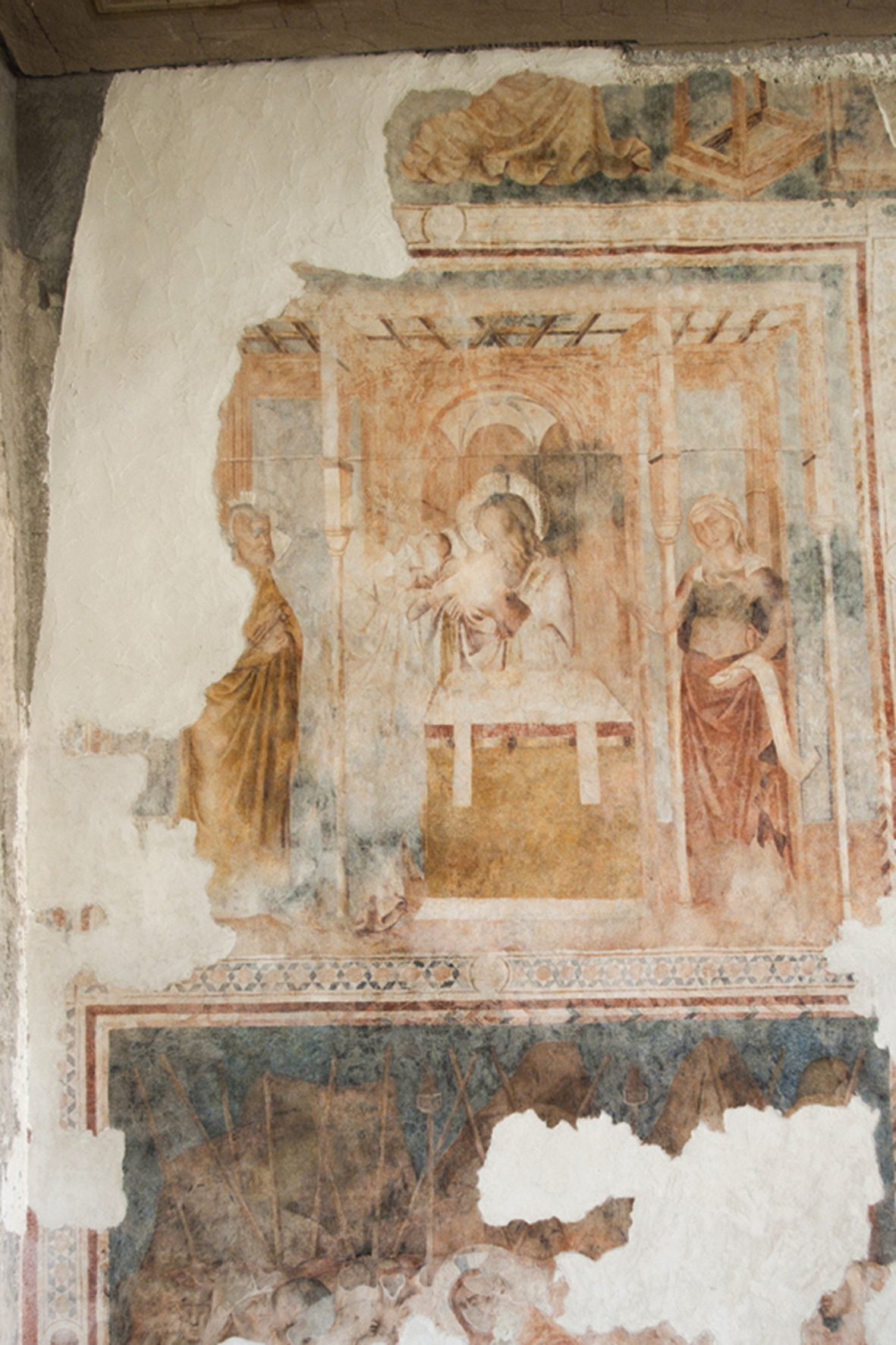
Gotické fresky
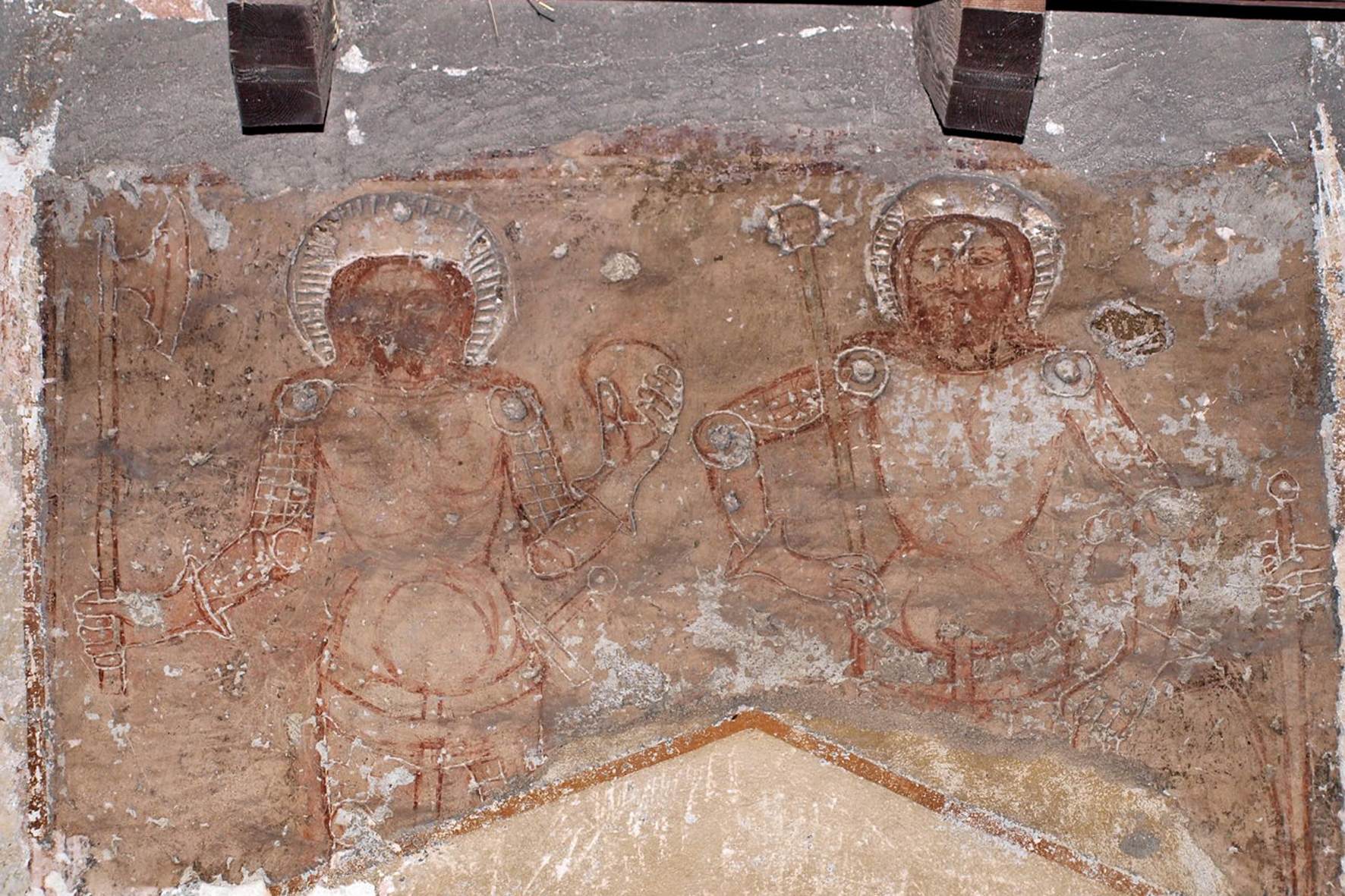
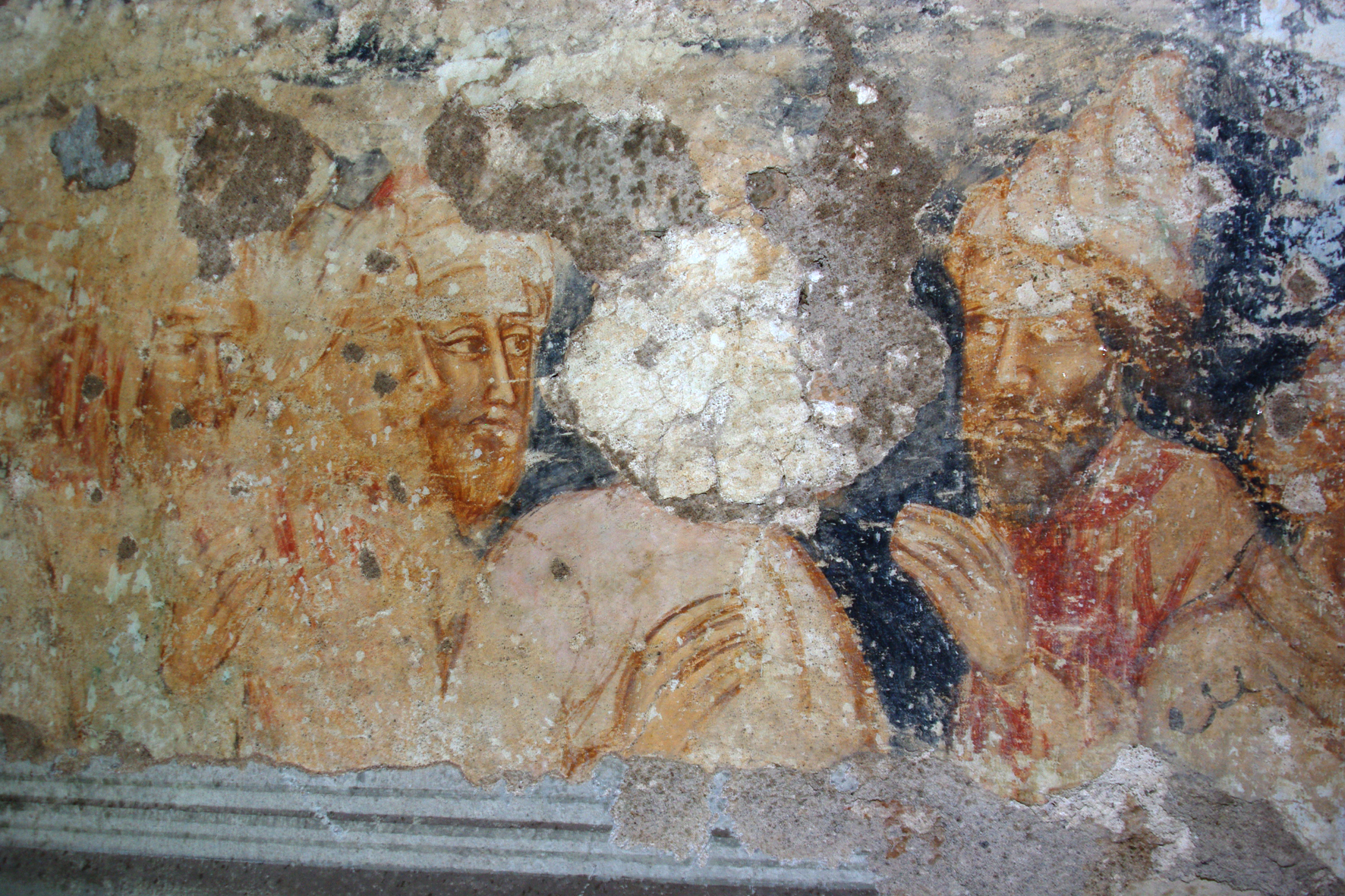
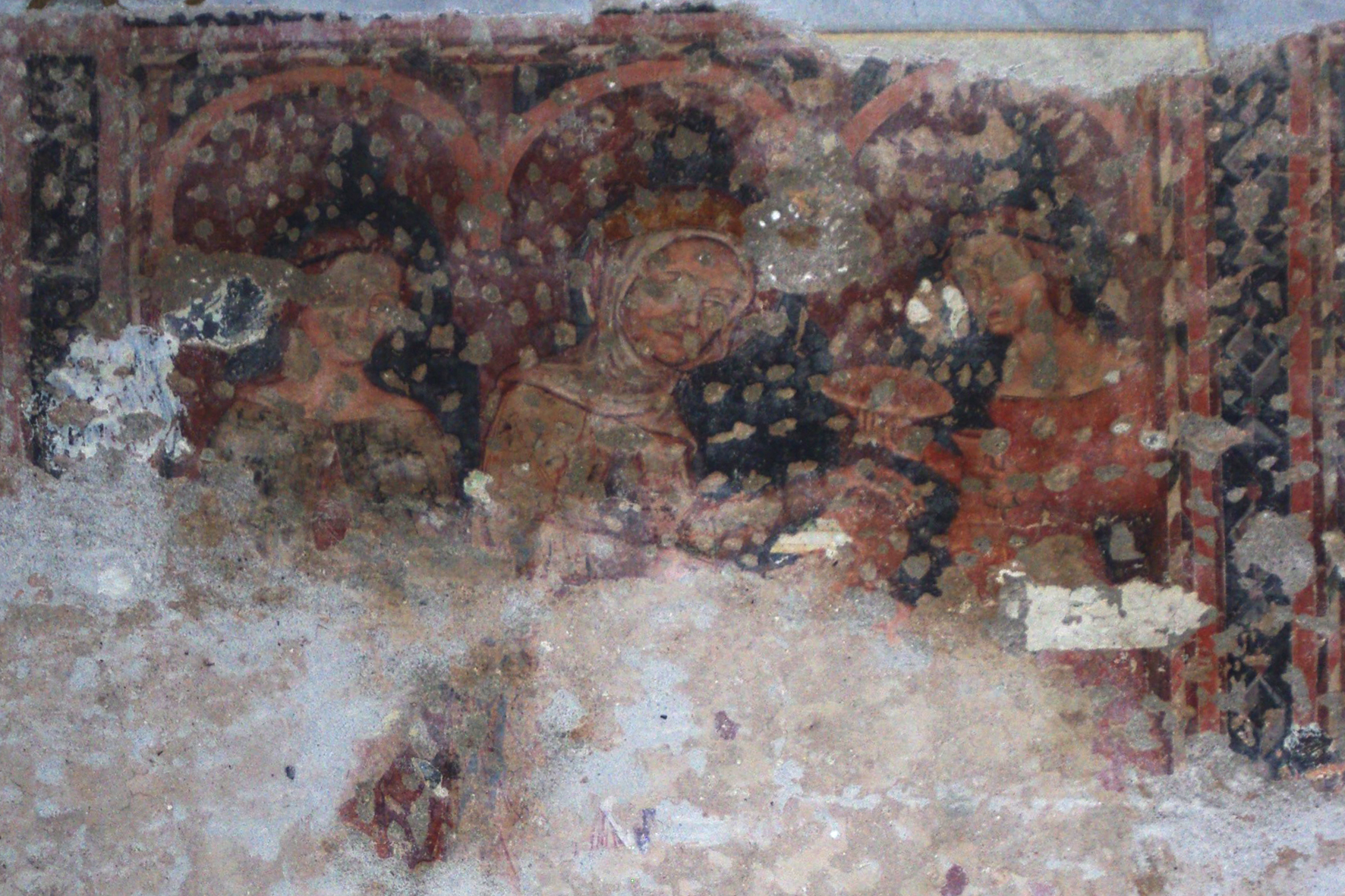
Svatá Alžběta
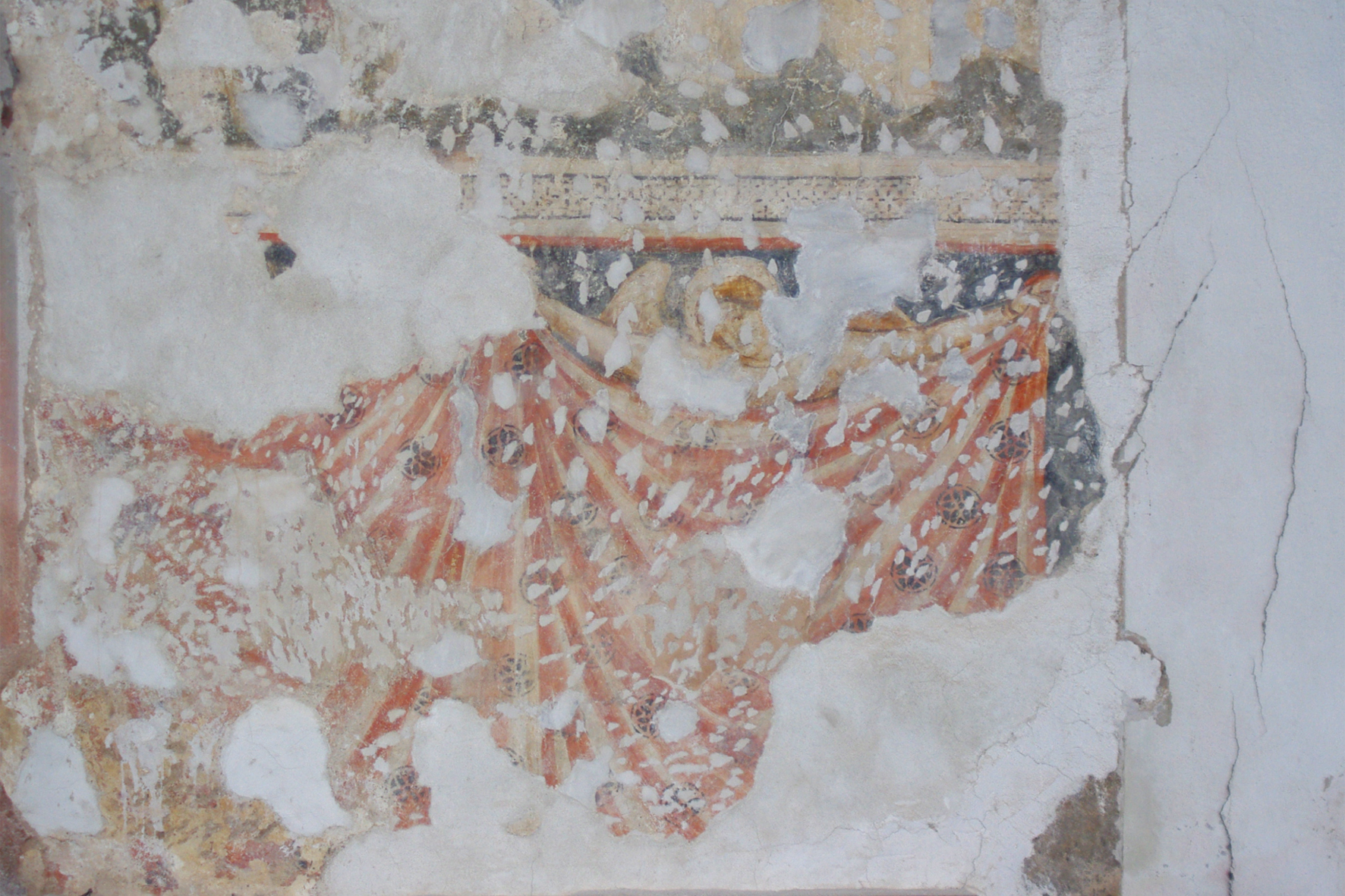
Fresky v průběhu restaurování
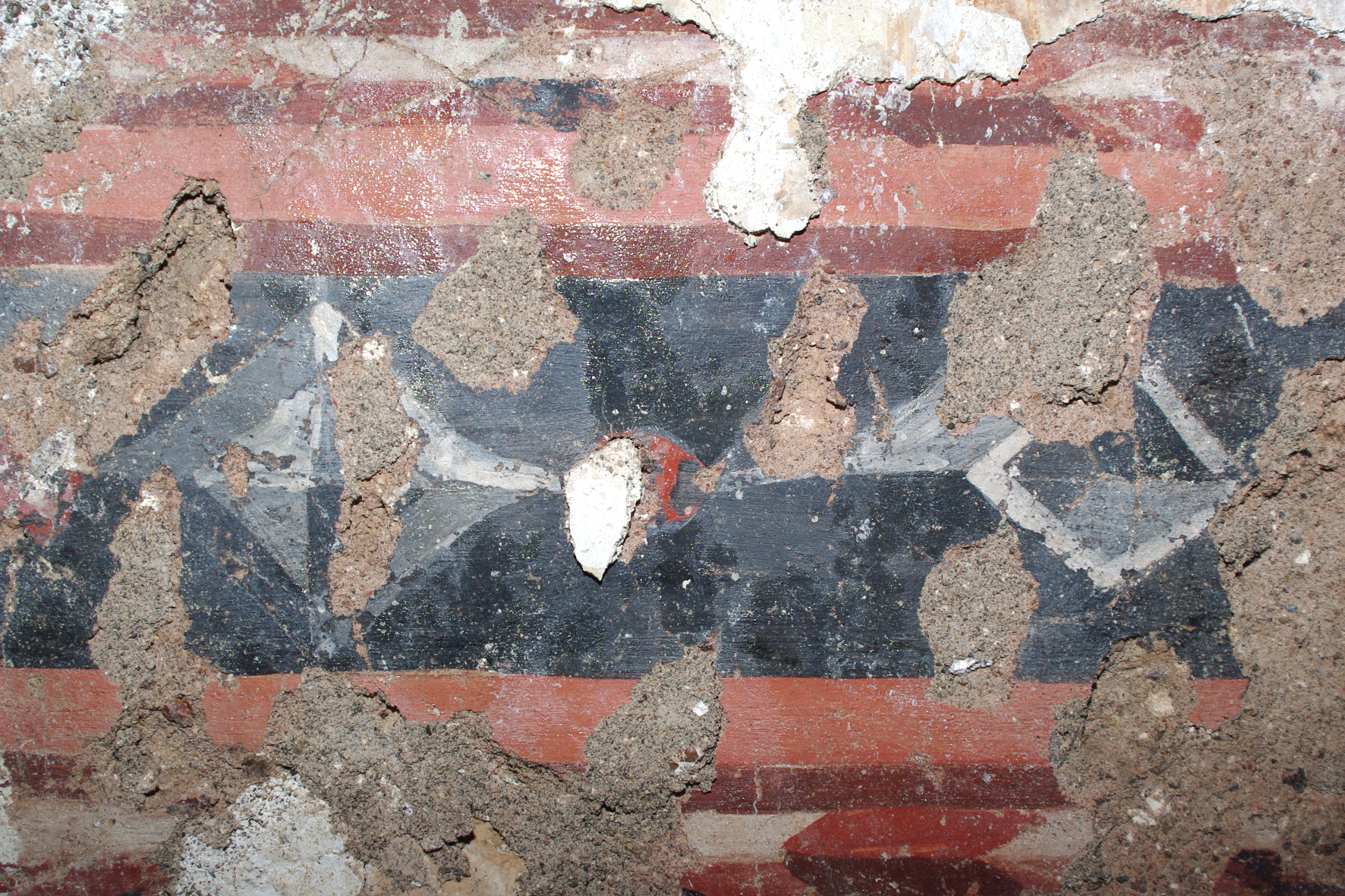
Detail bordury v průběhu restaurování
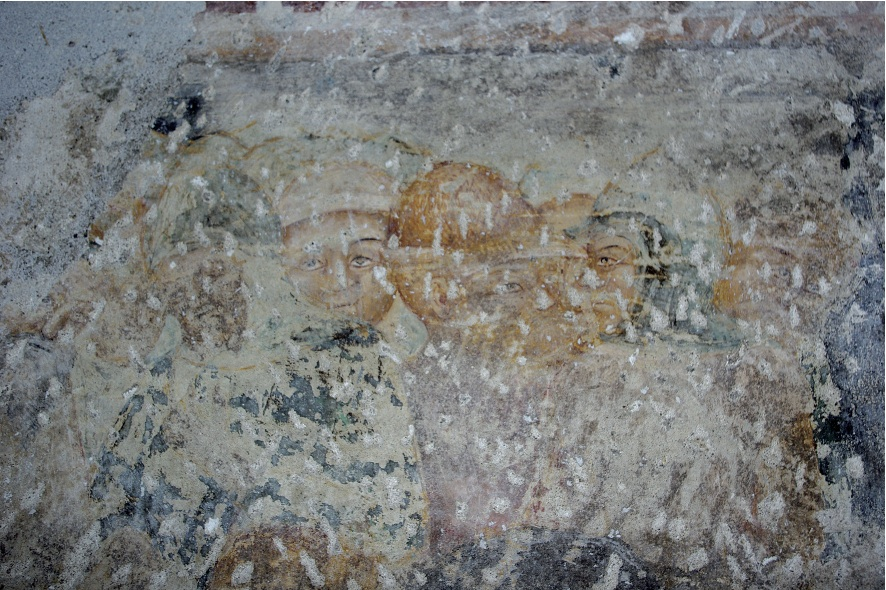
Detail z výjevu Nesení kříže
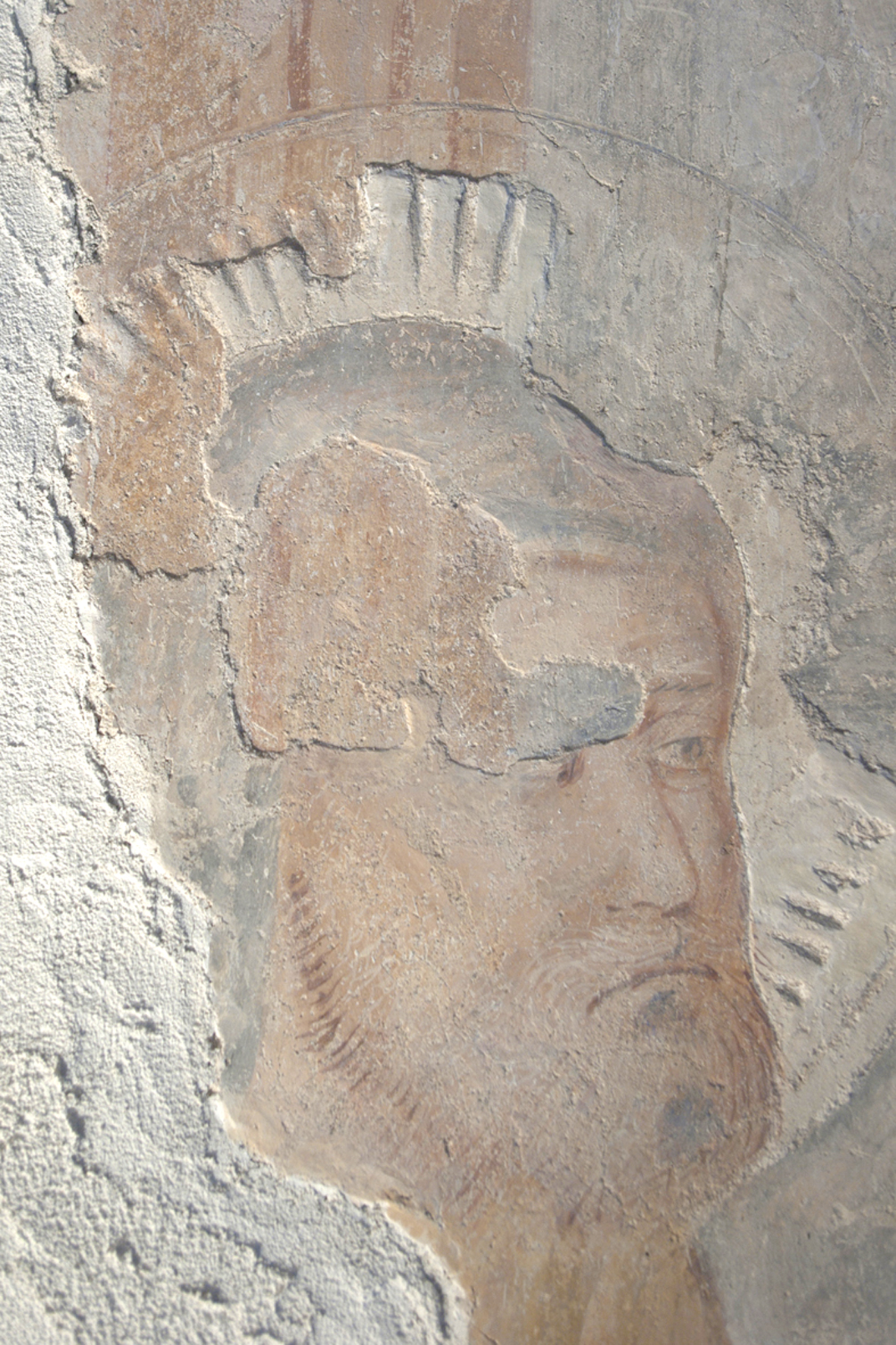
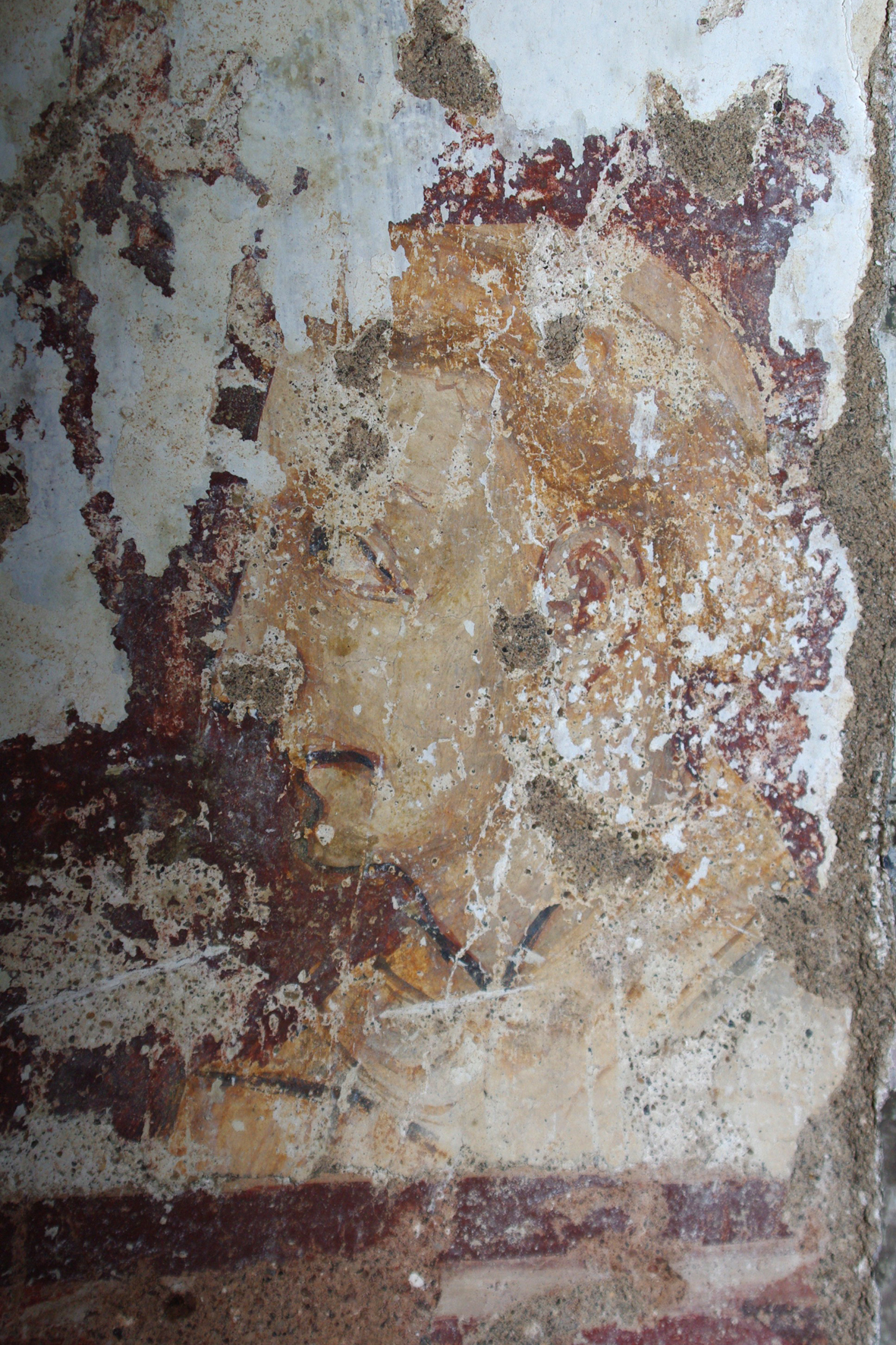
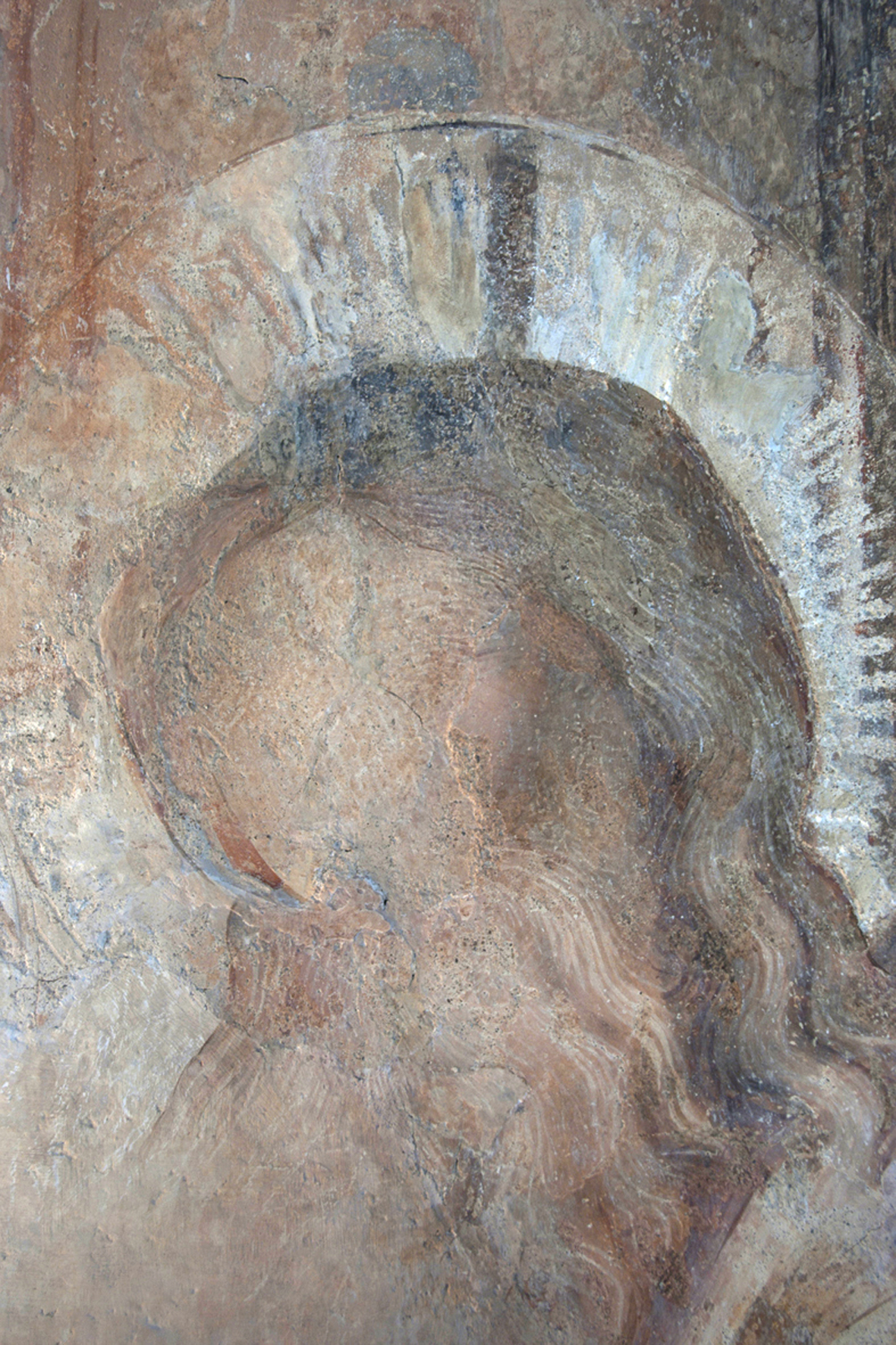